# Kékszakállú
Pour plus de détails, voir Fiche technique et Distribution.
Kékszakállú est un film argentin réalisé par Gastón Solnicki, sorti en 2016.

## Synopsis
Le film suit des adolescentes de riches familles, d'abord en vacances à Punta del Este en Uruguay, puis de retour à Buenos Aires. Le scénario s'inspire du conte La Barbe bleue de Charles Perrault.

## Fiche technique
- Titre : Kékszakállú
- Réalisation : Gastón Solnicki
- Scénario : Guido Segal
- Photographie : Fernando Lockett et Diego Poleri
- Montage : Francisco D'Eufemia et Alan Segal
- Production : Iván Eibuszyc et Gastón Solnicki
- Société de production : Arte, Filmy Wiktora et Frutacine
- Pays :  Argentine
- Genre : Drame
- Durée : 72 minutes
- Dates de sortie : 
  -  Italie : 7 septembre 2016 (Mostra de Venise)
  -  Argentine : 5 janvier 2017

## Distribution
- Laila Maltz
- Lara Tarlowski
- Katia Szechtman
- Denise Groesman
- Pedro Trocca
- Natali Maltz
- María Soldi
- Mabel Machado
- Lucas Wasserman
- Martín Wasserman
- Gabriela Brietman
- Alberto Groesman
- Sebastian Tarlowski
- Carmín Tarlowski
- Mateo Tarlowski
- Yanina Solnicki
- Michelle Haber
- Miranda Costa
- Sergio Arcuri

## Distinctions
Le film a reçu le prix FIPRESCI à la Mostra de Venise 2016 pour la section Orizzonti.